# Panzerchrist
Panzerchrist ist eine Blackened-Death-Metal-Band aus Aarhus, Dänemark.

## Geschichte
Panzerchrist wurde 1993 gegründet, als Michael Enevoldsen Illdisposed verließ. Panzerchrist nahmen eine Demo auf und wurden von Serious Entertainment unter Vertrag genommen.
Six Seconds Kill wurde 1996 aufgenommen und wurde von der Death-Metal-Szene positiv aufgenommen. Das Gleiche galt für den 1998 erschienenen Nachfolger Outpost Fort Europa.
2000 traten Schlagzeuger Reno "Killerich" Kiilerich und Bo Summer der Band bei, um Soul Collector aufzunehmen. Soul Collector verursachte Aufsehen wegen der Zweite-Weltkriegs-Themen und der deutschen Texte. Das Album wurde in der Death-Metal-Szene überwiegend positiv aufgenommen und war von einem äußerst schnellen und harten Sound geprägt.
2002 traten der Band Frederik O’Carroll und Rasmus Henriksen bei, um an Room Service zu arbeiten. Es wurde 2003 in den Antfarm Studios aufgenommen und von Mighty Music veröffentlicht.
2006 traten Schlagzeuger Kiilerich und Karina Bundgaard, jetzt am Keyboard, der Band wieder bei, um Battalion Beast aufzunehmen, das 2006 von Neurotic Records veröffentlicht wurde.
2008 wurde Sänger Bo Summer aus der Band geworfen und durch den vorher bei diversen dänischen Black-Metal-Bands tätigen Johnny Pump ersetzt.

## Diskografie
- 1996: Six Seconds Kill
- 1998: Outpost Fort Europa
- 2000: Soul Collector
- 2003: Room Service
- 2006: Battalion Beast
- 2007: Bello
- 2008: Himmelfartskommando
- 2011: Regiment Ragnarok
- 2013: The 7th Offensive
- 2023: Last of a Kind